# الأشرف صلاح الدين خليل
السُّلْطَان الْملك الْأَشْرَف صَلَاح الدنيا والدّين خَلِيل ابْن الْملك الْمَنْصُور سيف الدّين قَلَاوُونَ الألفي العلائي الصَّالِحِي (وُلد في القاهرة في عام 666 هـ /1267 م – توفى في تروجة قرب الأسكندرية في 12 محرم 693 هـ / 31 ديسمبر 1293 م)، هو ثامن سلاطين الدولة المملوكية البحرية.
تولّى شؤون الحكم إلى جانب والده لفترة قصيرة من الزمن، وبعد وفاة الأخير نُصب خليل سلطانًا في عام 1290 م وبقي حتى اغتياله في ديسمبر 1293 م.
يُعتبر من أبرز سلاطين الأسرة القلاوونية والدولة المملوكية. أشهر إنجازاته فتح عكا والقضاء على آخر معاقل الصليبيين في الشام، بعد أن استمر وجودهم فيها مائة وستة وتسعين سنة.

## ما قبل السلطنة
أنجب السلطان المنصور قلاوون أربعة أولاد من الذكور وابنتين. الأبناء الذكور هم علاء الدين أبو الفتح علي، وكان أكبرهم، والأشرف صلاح الدين خليل، والأمير أحمد، وناصر الدين محمد، وكان أصغرهم. وكانت والدة الاشرف خليل هي «الست الخاتون قطقطية».
كان علاء الدين علي أحب الأبناء لقلب قلاوون فقام بالعمل على توريثه الحكم عن طريق سلطنته وتوليته العهد في سنة 1280 م، ولقبه بالملك الصالح، وخطب له على منابر مصر بعد ذكر والده. وتزوج الصالح علي وأخوه صلاح الدين خليل من ابنتي الأمير سيف الدين نوكيه. كان أمراء قلاوون يفضلون الصالح علي على أخيه خليل وكانوا يسيئون معاملة خليل ويكيدون له عند والده. وفي عام 1288 م مرض «الملك الصالح علي» فجأة بعد تناوله الطعام ومات، فحزن عليه السلطان قلاوون حزنًا شديدًا، وأشيع بين البعض أن أخاه خليل قد دس له السم في الطعام لتكون ولاية العهد له. بعد موت الصالح على فوّض قلاوون ولاية العهد للأشرف خليل وخطب له بولاية العهد خلفًا لأخيه الصالح، ولكن السلطان قلاوون وقف عن التعليم على مستند التولية. ويُقال أنه أراد التريث ليوصي لابنه الصغير محمد.
في عام 1290 م تسبب الأشرف خليل في إصدار والده قلاوون لقرار باعتقال ونفي سلامش وخضر ابنا السلطان المتوفى الظاهر بيبرس، بعد أن أخبره بأنهما اتصلا بالأمراء الظاهرية. وقد قام خليل بعد أن تولى السلطنة بنفيهما مع أمهما إلى إمبراطورية نيقية البيزنطية.
عندما خرج قلاوون إلى عكا لتحريرها من الصليبيين في عام 1290 م أقام الأشرف نائبًا عنه في الحكم، فلمّا توفي قلاوون في نفس السنة طلب الأشرف توليته السلطنة على هذا الأساس.

## توليه السلطنة
بعد وفاة قلاوون، عندما طلب خليل من القاضي فتح الدين بن عبد الظاهر تقليده بولاية العهد، اتضح أن والده المتوفى لم يُعلم على مستند التقليد، وقيل أن السلطان قد رفض عدة مرات وضع علامته على التقليد قبل وفاته قائلًا للقاضي فتح الدين: «يا فتح الدين أنا ما أولى خليلًا على المسلمين». فلما رأى خليل التقليد بغير علامة أبيه قال: «يا فتح الدين إن السلطان امتنع أن يعطيني، وقد أعطاني الله» وألقى التقليد إلى ابن عبد الظاهر وجدد الأمراء الحلف له فجلس على تخت السلطنة وكُتب بسلطنته إلى الأقطار. ويذكر ابن إياس أن الأشرف بعد أن تسلطن نزل من قلعة الجبل إلى الميدان الذي تحتها لأن الأمراء خشوا أن يقبض عليهم إذا دخلوا القلعة، فلما علم الأشرف بذلك نزل إلى الميدان، بشعار السلطنة، وجلس بالميدان حيث استحلف له كل الأمراء.
استهل الأشرف خليل عهده بالخلع على أرباب الدولة وإقامة الأمير بيدرا المنصوري، وكان وزيرًا لأبيه، نائبًا للسلطنة بعد أن أقال الأمير حسام الدين طرنطاي، وجعل ابن السلعوس، والذي كان مقيمًا بمكة، وزيره بعد خلع الأمير الشجاعي من الوزارة، ثم القبض على حسام الدين طرنطاي والأمير كتبغا وأعدم طرنطاي بعد أن نكّل به، وطلب من الأمير الشجاعي الإحاطة بممتلكاته.
بعد أن قام الأشرف بالتغييرات والتبديلات وقضائه على أعدائه ومناوئيه بالسجن والقتل، وكانوا من حواشي أبيه، وأحس باستقراره على تخت الملك قرر مواصلة العمل الذي كان أبوه قلاوون قد بدأه ولم ينهه بسبب وفاته ألا وهو القضاء على آخر ممالك ومعاقل الصليبيين في الشام.

## المسير إلى عكا

### فتح عكا

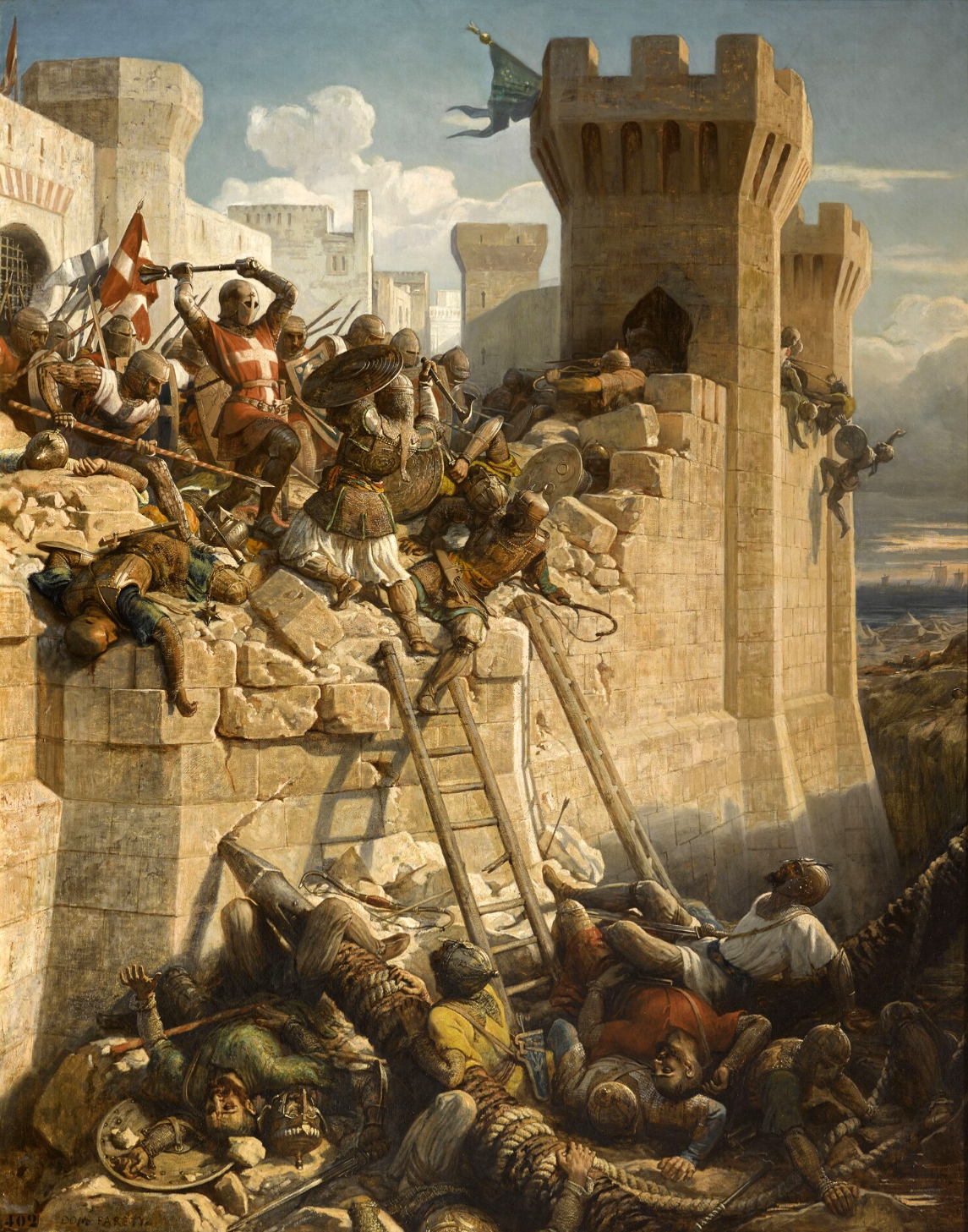
لوحة رسمت عام 1840 تصور فتح عكا 1291.

في عام 1289 م قضى السلطان قلاوون على قُمَّسيةطرابلس الصليبية وحرر طرابلس من قبضة الصليبيين ثم قرر في العام التالي تحرير ثغر عكا الذي كان من بقايا مملكة بيت المقدس الصليبية، إلا أنه ولفرحة سكانها الصليبيين  توفي في شهر تشرين الثاني/نوفمبر قبل أن يبدأ بالمسير. فلما تولى الأشرف خليل السلطنة قرر المسير إلى عكا لفتحها وإنهاء الاحتلال الصليبي لها، فأرسل إلى «وليام أوف بوجيه»، رئيس طائفة فرسان المعبد (الداوية) بعكا يعلمه بأنه قد قرر الهجوم عليها وطلب منه عدم إرسال رسل أو هدايا إليه لأن ذلك لن يثنيه عن مهاجمة المدينة. إلا أن عكا أرسلت إلى القاهرة وفدًا محملًا بالهدايا يرأسه فيليب ماينبوف لاسترجاء الأشرف بالعدول عن خطته وضرورة الحفاظ على المعاهدة فرفض الأشرف خليل مقابلتهم وقام بحبسهم.
قام الأشرف بتعبئة جيوشه من مصر والشام والتي كانت تضم أعدادًا كبيرة من المتطوعين وآلات الحصار التي كانت تشمل اثنين وتسعين منجنيقًا. بعض العرارات الضخمة كانت تحمل أسماءً مثل «المنصوري»  و«الغاضبة» وكانت هناك مجانيق أصغر حجمًا ولكن ذات قوة تدميرية هائلة اسمها «الثيران السوداء». احتشدت الجيوش عند قلعة الحصن في جبال الساحل السوري ثم انضم إليها جيش مصر الذي خرج به الأشرف خليل من القاهرة. انضمت أربعة جيوش يقودها نواب السلطان، جيش دمشق يقوده حسام الدين لاجين، وجيش من حماة يقوده المظفر تقي الدين، وجيش من طرابلس يقوده سيف الدين بلبان، أما الجيش الرابع فقد كان من الكرك وكان على رأسه الأمير المؤرخ بيبرس الدوادار. وقد كان في جيش حماة أمير مؤرخ آخر هو أبو الفداء.
كان الصليبيون في عكا يدركون منذ فترة خطورة موقفهم، وكانوا قد أرسلوا إلى ملوك وأمراء أوروبا يطلبون منهم العون والمساعدة إلا أنهم لم يصلهم من أوروبا دعم يذكر. قام ملك إنجلترا إدوارد الأول بإرسال بعض الفرسان. الدعم الوحيد الذي كان ذا أهمية جاء من هنري الثاني ملك قبرص الذي قام بتحصين أسوار عكا وأرسل قوة عسكرية على رأسها أخوه «أمالريك». كانت عكا محمية برًا عن طريق سورين مزدوجين سميكين واثنا عشر برجًا شيدها الملوك الأوروبيون وبعض أثرياء حجاج بيت المقدس. كانت الأسوار مقسمة على الطوائف والفرق الصليبية بحيث تكون كل طائفة (فرسان المعبد، الإسبتارية، فرسان التيوتون الألمان وغيرهم) مسؤولة عن حماية قسمها.

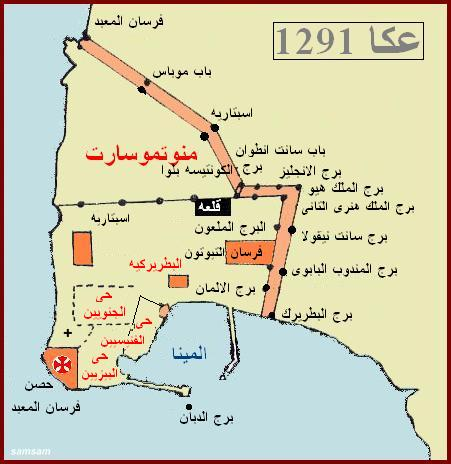
خريطة عكا عام 1291 م.

غادر الأشرف خليل القاهرة في السادس من آذار/مارس عام 1291 م، وبحلول الخامس من نيسان/أبريل كان جيشه يقف بمواجهة عكا. نصب الأشرف دهليزه الأحمر فوق تلة  مواجهة لبرج المندوب البابوي على مسافة غير بعيدة من شاطئ البحر، وانتشر جيش مصر من نهاية سور مونتموسارت حتى خليج عكا، واتخذ جيش حماة مواقعه عند البحر وعلى ساحل عكا. وفي اليوم التالي انطلقت عرارات جيش المسلمين ومناجيقه تلقي بالأحجار الضخمة والنيران على أسوار عكا وراح رماة السهام من المسلمين بإمطار المدافعين من الصليبيين المتمركزين فوق أبهاء الأبراج وأفاريزها بسهامهم. بعد ثمان أيام من الدك والمناوشات والاشتباكات تقدم الفرسان والمهندسون المسلمون وقد تغطوا بالدروع في موجات متلاحقة نحو سور عكا حتى سيطروا على حافته دون أن يتمكن المدافعون الصليبيون من إيقاف موجات زحفهم لكثرة أعدادهم وتلاحق موجاتهم بامتداد الأسوار. استخدم المسلمون سلاحًا يدويًا صغيرًا يطلق نيرانًا كثيفة وسريعة أطلق عليه الصليبيون اسم «كارابوها» وقد أحدث هذا السلاح أضرارًا بالغة بالمقاتلين الصليبيين وصعب عليهم التقدم نحو المهاجمين المسلمين، وتمكن المسلمون من أحداث أضرار وبعض النقوب في الأجزاء الضعيفة من الأسوار، وأخذ الأمير سنجر الشجاعي ومقاتلوه على عاتقهم نقب سور برج جديد يسمى برج الملك وكان أمام البرج الملعون، فقام الصليبيون بإشعال النار فيه وتركوه ينهار.
على الرغم من استمرار وصول الإمدادات والتعزيزات العسكرية من قبرص إلى عكا عن طريق البحر إلا أن الصليبيين المحاصرين فيها كانوا يدركون أنهم غير قادرين على التصدي لجيش المسلمين. في الخامس عشر من نيسان/أبريل، تحت ضوء القمر قامت قوة صليبية من فرسان المعبد بقيادة «جين غريلي» (بالإنجليزية: Jean Grailly)‏ و«أوتو الأول» (بالإنجليزية: Otto of Grandson)‏ بغارة مفاجئة على معسكر جيش حماة بهدف إحراق إحدى عرارات المسلمين إلا أنه، ولسوء حظهم، تعثرت أرجل خيولهم في حبال خيام المقاتلين المسلمين مما أدى إلى انكشاف أمرهم ومقتل وأسر العديد منهم. وتمكن عدد منهم من الفرار ببعض طبول ودروع المسلمين. وبعد بضعة أيام شن فرسان الإسبتارية غارة أخرى على معسكر للمسلمين، تلك المرة في الظلام الدامس، ولكن غارتهم انتهت هي الأخرى بالفشل بعد أن انكشف أمرهم وأشعل المسلمون المشاعل وتصدوا لهم فلاذوا بالفرار بجرحاهم.

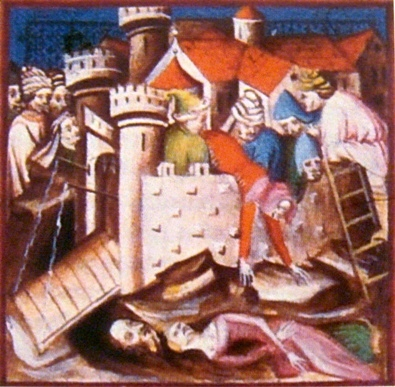
تصوير تخيلي من القرون الوسطى عن حصار عكا 1291 م.

في الرابع من شهر أيار/مايو استرد الصليبيون المحاصرون بعض الثقة والأمل حين وصل الملك هنري الثاني من قبرص، وفي صحبته أربعون سفينة محملة بالمقاتلين والعتاد. تولى هنري قيادة الدفاع ولكن سرعان ما أدرك هنري قلة حيلته في مواجهة الأشرف خليل، فأوفد إليه فارسين من فرسان المعبد هما «وليم من كافران» (بالإنجليزية: William of Caffran)‏ و«وليم من فيلييه» (بالإنجليزية: William of Villiers)‏ لطلب السلام وإعادة الهدنة، وسألهما الأشرف عما إذا كانا قد أحضرا معهما مفاتيح المدينة، فلما أجابا بالنفي قال لهما أن كل ما يهمه هو امتلاك المدينة وأنه لا يهمه مصير سكانها ولكن تقديرًا منه لشجاعة الملك هنري ولصغر سنه وقدومه لتقديم المساعدة وهو مريض، فإنه على استعداد أن يبقي على حياة السكان في حال تسليم المدينة له دون قتال، فأجابا بأنهما لم يأتيا إليه للاستسلام ولكن فقط لطلب رحمته على السكان. وبينما الفارسان يستعطفان الأشرف إذ بعرارة صليبية تلقي من داخل عكا بحجر يسقط بالقرب من دهليز الأشرف فظن أنها مؤامرة صليبية لقتله وأراد قتل الفارسين، إلا أن الأمير سنجر الشجاعي شفع فيهما فسمح الأشرف لهما بالعودة إلى عكا.
منذ الثامن من شهر أيار/مايو بدأت أبراج عكا تصاب بأضرار بالغة نتيجة لدكها المستمر بالمناجق وتنقيبها عن طريق المهندسين المسلمين. فانهار برج الملك هيو وتبعه البرج الإنجليزي وبرج الكونتيسة دو بلوا، وفي السادس عشر من أيار/مايو قام المسلمون بهجوم مركز على باب القديس أنطوان تصدى له فرسان المعبد والإسبتارية.
في فجر يوم الجمعة 18 مايو/أيار (17 جمادى الأولى سنة 690 هـ) سمع صليبيو عكا دقات طبول المسلمين، وبدأ المسلمين بالزحف الشامل على عكا بامتداد الأسوار، تحت هدير دقات الطبول التي حُملت على ثلاثمائة جمل لإنزال الرعب في صدور الصليبيين داخل عكا.
اندفع جنود جيش الأشرف وجيش حماة وهم يكبرون لمهاجمة تحصينات المدينة تحت قيادة الأمراء المماليك الذين ارتدوا عمائم بيضاء. ووصل المقاتلون إلى البرج الملعون وأجبروا حاميته على التراجع إلى جهة باب القديس أنطوان واستمات فرسان المعبد وفرسان الإسبتارية في الدفاع عن البرج والباب ولكن المقاتلين المسلمين، الذين كانت نار الإغريقية من ضمن أسلحتهم، تمكنوا من الاستيلاء عليهما وراحت قوات جيش المسلمين تتدفق على شوارع المدينة حيث دار قتال عنيف بينهم وبين الصليبيين. وقتل مقدم فرسان المعبد «وليم من بوجوه» وتبعه «متّى من كليرمون» (بالإنجليزية: Matthew of Clermont)‏ وجُرح مقدم الإسبتارية «جون فيلييه» جرحًا بالغًا فحُمل إلى سفينته وبقي فيها.
رفعت السناجق الإسلامية على أسوار عكا وأيقن الملك هنري أنه لا طاقة للصليبيين بجيش الأشرف وأن عكا ستسقط في يد الأشرف لا محال، فأبحر عائدًا إلى قبرص ومعه «جون فيلييه» مقدم الاسبتاريه وقد تعرض الملك هنري فيما بعد للاتهام بالتخاذل والجبن.
سادت عكا حالة من الفوضى العارمة والرعب الهائل، واندفع سكانها المذعورون إلى الشواطئ بحثًا عن مراكب تنقلهم بعيدًا عنها، ولا يدري أحد بالتحديد كم منهم قتل على الأرض أو كم منهم ابتلعه البحر. وقد تمكن بعض الأثرياء من النبلاء من الفرار من عكا في مراكب القطلوني «روجر فلور»، مقدم المرتزقة وفارس المعبد، مقابل أموال دفعوها له وقد تمكن «روجر فلور» (بالفرنسية: Roger de Flor)‏ من استغلال الموقف فابتز الأثرياء والنبيلات وكون ثروة طائلة.
قبل أن يحل الليل كانت مدينة عكا قد صارت في يد المسلمين، فيما عدا حصن فرسان المعبد الذي كان مشيدًا على ساحل البحر في الجهة الجنوبية الغربية من المدينة. عادت عكا إلى المسلمين بعد حصار دام أربعة وأربعين يومًا، وبعد أن احتلها الصليبيون مائة عام.
بعد أسبوع من فتح عكا تفاوض السلطان خليل مع «بيتر دو سيفري» (بالفرنسية: Peter de Severy)‏ رئيس حصن فرسان المعبد، وتم الاتفاق على تسليم الحصن مقابل السماح بإبحار كل من في الحصن إلى قبرص. بعد وصول رجال السلطان إلى الحصن للإشراف على تدابير الإخلاء تعرضوا لبعض النسوة في الحصن أو أرادوا أخذهن مما أدى إلى غضب فرسان المعبد فانقضوا عليهم وقتلوهم وأزالوا سنجق المسلمين الذي كان قد رفع على الحصن من قبل، واستعدوا لمواصلة القتال.
في الليل، تحت جنح الظلام، غادر «تيبالد غودين» (بالإنجليزية: Theobald Gaudin)‏ مقدم فرسان المعبد الجديد، الحصن إلى صيدا في صحبة عدد من المقاتلين ومعه أموال الطائفة. وفي اليوم التالي ذهب «بيتر دو سيفري» إلى السلطان خليل ومعه بعض الفرسان للتفاوض من جديد فقبض الأشرف عليهم وأعدمهم انتقامًا لرجاله الذين قتلهم الفرسان في الحصن. فلما رأى بقية الفرسان المحاصرين في الحصن ما حدث لبيتر دو سيفرى ورفاقه واصلوا القتال. في الثامن والعشرين من أيار/مايو، بعد أن حفر المهندسون نقبًا تحت الحصن، دفع الأشرف بألفي مقاتل للاستيلاء عليه، وبينما هم يشقون طريقهم داخله انهار البناء وهلك كل من كان بداخل الحصن من مدافعين ومهاجمين.
وصلت أنباء انتصار جيش المسلمين وتحريره عكا إلى دمشق والقاهرة ففرح الناس وزينت المدن. ودخل السلطان خليل إلى دمشق ومعه الأسرى الصليبيين مقيدين بالسلاسل وقوبل جيش المسلمين بالاحتفالات ورفع رايات النصر وزينت دمشق وعمت البهجة بين الناس. وبعد أن دخل إلى القاهرة وتزينت وفرشت فيه الشقق الحرير تحت حافر فرسه. وبعد أن زار قبر أبيه الملك المنصور، صعد إلى قلعة الجبل وخلع على الأمراء. أمر الأشرف بإطلاق سراح «فيليب ماينبيف» وزملائه الصليبيين الذين كان قد قبض عليهم قبل مسيره إلى عكا. وقام الأشرف بنقل بوابة كنيسة القديس أندرياس من عكا إلى القاهرة لاستخدامها في استكمال مسجده.

## تحرير ساحل الشام

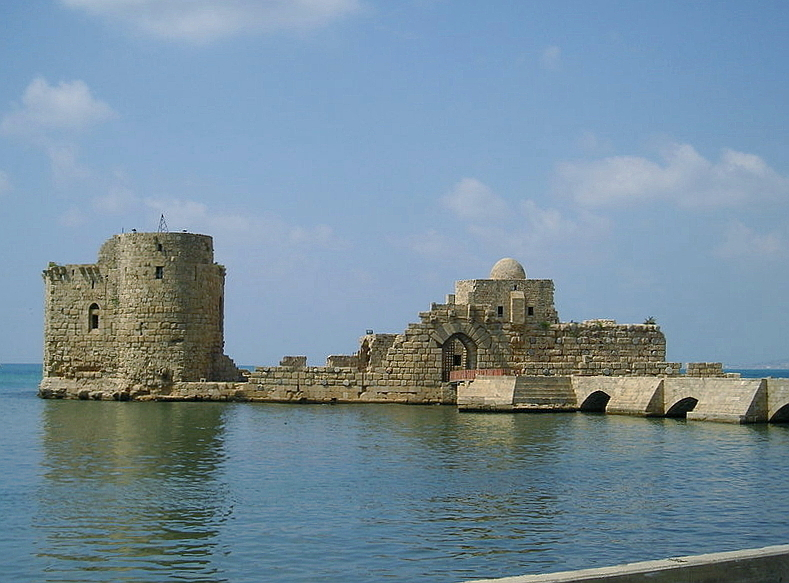
قلعة صيدا.

كان ثغر صور من أمنع المعاقل الصليبية على ساحل الشام. وقد حاول صلاح الدين الأيوبي تحريره مرتين ولكنه لم ينجح. كانت سيدة صور «مارغريت من لوزينيان» (بالإنجليزية: Margaret of Lusignan)‏ أرملة «يوحنا من مونتفورت» (بالإنجليزية: John of Montfort)‏ قد تنازلت لابن أختها «أمالريك» عن صور منذ فترة قصيرة قبل فتح الأشرف لعكا. في التاسع عشر من مايو أرسل الأشرف، وهو ما زال في عكا، فريقا من المقاتلين تحت قيادة الأمير سنجر الشجاعي للتعرف على حال الصليبيين في صور. عندما رأى «آدم من كافران» (بالإنجليزية: Adam of Cafran)‏ نائب «أمالريك» في صور قوات الشجاعي ارتعب وفر إلى قبرص، فاستولى الشجاعي على صور بدون قتال.
أرسل الأشرف خليل الأمير الشجاعي إلى صيدا فقرر فرسان المعبد اللوذ بقلعتهم، التي كانت مشيدة على جزيرة صغيرة قرب الشاطئ، إذ أن ثروتهم كانت قد نقلها زعيمهم الجديد «تيبالد جودين» إلى صيدا وقت حصار حصنهم في عكا. ثم فر «تيبالد جودين» بالثروة إلى قبرص بعد أن وعد فرسان حامية صور بإرسال إمدادات إليهم من قبرص، وهو مالم يفعله، فاضطر الفرسان إلى مناوشة قوات الشجاعي لبعض الوقت حتى تمكنوا ذات ليلة من الفرار إلى طرطوس بعدما لاحظوا أن المسلمين يبنون جسرًا بين الشاطئ والقلعة.
بعد أن حرر الشجاعي صيدا توجه إلى بيروت. بيروت التي كان بها حامية صليبية صغيرة كانت مرفأً تجاريًا هاما للصليبيين. كانت سيدة بيروت «إيشيفا من إبلين» (بالإنجليزية: Eschiva of Ibelin)‏ تظن أنها بمأمن من المسلمين بسبب توقيعها هدنة مع السلطان قلاوون والد الأشرف خليل. عندما وصل الشجاعي إلى بيروت طلب من مقدمي الحامية المثول أمامه فلما أتوه قبض عليهم، ففر المقاتلون الصليبيون عن طريق البحر. تحررت بيروت من الصليبيين في الحادي والثلاثين من يوليو وأمر الشجاعي بتدمير قلاعها وأسوارها وتحويل كاتدرائيتها إلى مسجد.
تحررت حيفا بدون مقاومة صليبية تُذكر. وقام الأمير سيف الدين بلبان بمحاصرة طرطوس ففر الصليبيون إلى جزيرة أرواد مقابل الساحل السوري القريبة من طرطوس، وتحررت طرطوس في الثالث من أغسطس. وبعدها عتليت في الرابع عشر من أغسطس.
بهذا فقد الصليبيون كافة معاقلهم على ساحل الشام عدا جزيرة أرواد التي بقيت اثنتي عشر سنة في أيدى فرسان المعبد إلى أن قام المسلمون بمحاصرتها وتحريرها في عام 1302 م.
كان الأشرف يدرك أنه بطرد الصليبيين من سواحل الشام فإن قبرص قد صارت مصدر الخطر الأساسي على المسلمين. فملك قبرص كان يعتبر بالنسبة للصليبيين من الناحية الاسمية ملكًا لبيت المقدس حتى بعد تحريرها. وبعد تحرير ساحل الشام أصبحت حكومة قبرص هي الحكومة الصليبية الأكثر حماسة لمعاودة الاستيلاء على «الأرض المقدسة». فقام الأشرف بتدمير كل المواقع والمدن والحصون الساحلية ليحرم الصليبيين من الإفادة منها في حالة مهاجمتهم لها. ففضل الأشرف أن تبقى منطقة الساحل مهجورة طالما بقى التهديد الصليبي قائمًا.

### فتح قلعة الروم وتهديد مملكة أرمينية الصغرى
في عام 1292 وصل الأشرف خليل ومعه وزيره ابن السلعوس إلى دمشق وانطلق منها على رأس الجيش إلى حلب ومنها إلى قلعة الروم «هرموغلا» مقر بطريق أرمينية. حاصر الأشرف قلعة الروم بعشرين أو ثلاثين منجنيقًا. وعمل الأمير الشجاعي سلسلة وشبكها في شراريف القلعة، فصعد الأجناد وقاتلوا قتالًا شديدًا إلى أن استولوا على القلعة بعد ثلاثة وثلاثين يومًا. وأمر السلطان خليل بتغيير اسمها من قلعة الروم إلى قلعة المسلمين وطلب من الأمير الشجاعي عمارتها، وعاد إلى دمشق بالأسرى المكبلين بالأغلال، وكان من ضمنهم بطريرك الأرمن. وقام أهل دمشق باستقبال الجيش بآلاف الشموع المضيئة وتزينت المدينة احتفالًا بالنصر، ومن دمشق توجه الأشرف إلى القاهرة التي تزينت له من باب النصر وصعد إلى قلعة الجبل من باب زويلة واستقبلته رعيته المحتشدة والمبتهجة بآلاف الشموع.
كانت مملكة أرمينية الصغرى، أو مملكة قيليقية، من ألد أعداء الدولة المملوكية، حيث شاركت في الحروب الصليبية ضد المسلمين وتحالفت مع المغول عليهم وكان لها قوات شاركت في صف المغول في معركة عين جالوت. وقد أصبحت تلك المملكة الصليبية بعد هزيمة المغول، التي أدت إلى نقص قدرتهم على حمايتها، هدفًا للماليك يغيرون عليها من حين لآخر منذ عهد السلطان الظاهر بيبرس. وبعد فتح قلعة الروم أصبحت سيس عاصمة مملكة أرمينية الصغرى مقرًا للكنيسة الكاثوليكية الأرمينية.
تجهز الجيش في دمشق بقيادة الأمير بيدرا نائب السلطنة، ثم لحق به الأشرف بعد أن توقف في الكرك لترتيب أحوالها، وأمر بالتجهيز لأخذ بهنسا من الأرمن. فلما علم الأرمن بنية الأشرف أرسلوا له الرسل يرجون منه عدم مهاجمة مملكتهم، فتم الاتفاق على تنازل الأرمن عن بهنسا ومرعش وتل حمدون في مقابل عدول الأشرف عن مهاجمتهم، فأرسل الأشرف الأمير طوغان والي البر بدمشق مع رسل الأرمن إلى تلك المناطق لتسلمها فصارت في حوزة المسلمين بغير قتال.

## نهاية الصليبيين

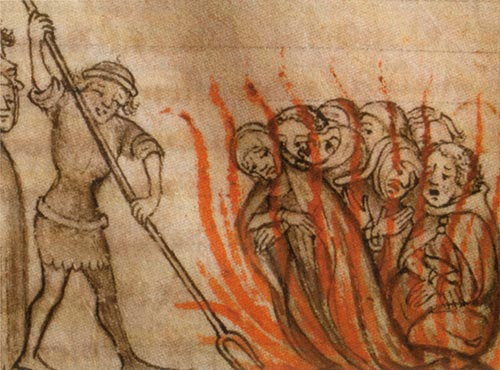
فرسان المعبد يحرقون بالنار في أوروبا.

أنهى الأشرف خليل عملية تقويض الحلم الصليبي التي كان قد بدأها الناصر صلاح الدين وأكملها الظاهر بيبرس والسلطان قلاوون.
بسقوط عكا والمراكز الصليبية على ساحل الشام تبخر الحلم الصليبي الذي عمل الصليبيون خلال مائتي عام على تحقيقة بكل جد ودون كلل وكلفهم المال والرجال. بعد سقوط عكا حاول بابا الكاثوليك «نقولا الرابع» فعل شيء يعيد للصليبيين مكانتهم وهيبتهم، وقام فور سماعه بسقوط عكا بتحميل عشرين سفينة بالمقاتلين في أنقونة وجنوة وأرسل بها إلى قبرص، وقامت تلك السفن بعد أن انضمت إليها سفن الملك هنري بغارة فاشلة على حصن تركي على ساحل الأناضول وغارة كر وفر على مدينة الإسكندرية في مصر، غلًا وحقدًا على انتصارات الأشرف وجيش المسلمين، ولكن البابا نيقولا مات في سنة 1292 دون تحقيق أكثر من ذلك.
أما ملوك أوروبا فقد دخلوا في صراعات داخلية كالحرب المريرة التي نشبت بين فرنسا وإنجلترا في عام 1293 م ولم يعد في استطاعتهم تنظيم حملات صليبية جديدة. أما فرسان المعبد فقد كانت نهايتهم مأساوية في أوروبا بعد أن تورطوا في مشكلات مالية مع ملك فرنسا فيليب الرابع واتهمهم البابا كليمنت الخامس بالهرطقة فتم الاستيلاء على ثرواتهم ولعنوا وألقي بهم في النار.

## صراعات داخلية واغتيال الأشرف خليل
عسكريًا، كان الأشرف خليل يملك مواهب وطاقات بعض من سبقوه كالظاهر بيبرس ووالده قلاوون. ولكن الأشرف لم يصادف هوى الأمراء منذ البداية. فقد بدأ حكمه بالقبض على أمراء أبيه وأعدم بعضهم مثلما فعل مع الأمير طرنطاي نائب سلطنة أبيه. بعد فتح عكا قام الأشرف بالقبض على حسام الدين لاجين، وبعد عودته منتصرًا إلى القاهرة أعدم بعض كبار الأمراء من بينهم الأمير سنقر الأشقر. ومن جهة ثانية عمد الأشرف إلى تفضيل المماليك والأمراء البرجية من ذوي الأصول الشركسية على المماليك والأمراء من ذوى الأصول التركية مما خلق حالة من التنافس والكراهية بين الأمراء.
بعد عودة الأشرف من الشام إلى مصر منتصرًا تملكته مشاعر الغرور والتعاظم فراح يعامل الأمراء بخشونة واستخفاف وأصبح يعلم على الأوراق والمستندات بحرف «خ» فقط دون اسمه مما أغضب الأمراء. وفوق ذلك كان الأمراء يكرهون وزيره ابن السلعوس الذي أتى من سوريا، ولم يكن في الأصل أميرًا أو مملوكًا وإنما كان تاجرًا دمشقيًا، وتقلد منصب الوزارة الرفيع بدلًا من الأمير الشجاعي، وراح يغدق عليه الاشرف ويفضله على كبار الأمراء لمكانته. وكان ابن السلعوس يتعالى على الأمراء.

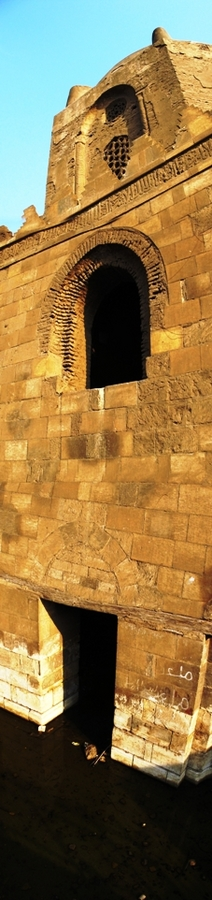
ضريح صلاح الدين خليل.

في شهر ديسمبر عام 1293 م ذهب السلطان الأشرف إلى «تروجة» القريبة من الإسكندرية في رحلة صيد طيور، وكان في صحبته وزيره ابن السلعوس ونائب سلطنته بيدرا. وطلب الأشرف من ابن السلعوس الذهاب إلى الإسكندرية لتحصيل العائدات. فلما وصل ابن السلعوس إلى الإسكندرية تبين له أن نواب الأمير بيدرا قد حصلوا العائدات من قبل، فكتب للأشرف يعلمه بما فعله بيدرا. فلما بلغت الرسالة الأشرف غضب واستدعى بيدرا إلى دهليزه وراح يعنفه ويهدده في حضور الأمراء. خرج بيدرا من دهليز الأشرف مضطربًا خائفًا فجمع عددا من الأمراء من خشداشيته ومنهم حسام الدين لاجين وقرا سنقر واتفقوا على قتل السلطان.
في 21 ديسمبر 1293 م، وبينما الأشرف يتجول مع صاحبه الأمير شهاب الدين أحمد بن الأشل، جاءه بيدرا والمتآمرون معه وكان من بينهم لاجين وألطنبغا رأس نوبة واغتالوه بسيوفهم.
بعد اغتيال الأشرف توجه المتآمرون إلى الدهليز ونصبوا بيدرا سلطانًا ولقبوه بالملك الأوحد أو الملك القاهر. ولكن بيدرا لم ينعم طويلا بسلطنته حيث قبض عليه المماليك السلطانية بقيادة كتبغا وبيبرس الجاشنكير وقتلوه وأرسلوا رأسه إلى القاهرة. وقبض على الأمراء المتآمرين عدا حسام الدين لاجين وقرا سنقر الذين فرا واختفيا. وقبض الأمراء، وعلى رأسهم الشجاعي، على ابن السلعوس بعد عودته إلى القاهرة حيث حُبس وضُرب حتى الموت.
بعد موت الأشرف خليل اتفق الأمراء وعلى رأسهم سنجر الشجاعي على إخفاء الأمر لبعض الوقت وعلى تنصيب أخيه الصغير الناصر محمد سلطانًا على البلاد ومعه كتبغا نائبًا للسلطنة والأمير الشجاعي وزيرًا. وكان الناصر محمد صبيًا في نحو التاسعة من عمره. وأرسل إلى الحكام في الشام مكتوبا على لسان الأشرف مضمونه: «إنّا قد استنبنا أخانا الملك الناصر محمدًا وجعلناه ولي عهدنا حتى إذا توجهنا إلى لقاء عدو يكون لنا من يخلفنا» وطلب من أمراء الشام تحليف الناس للملك الناصر محمد، وأن يقرن اسمه باسم الأشرف في الخطبة. وبعد أن استقرت الأمور ورتب الأمراء أمورهم أعلن في البلاد عن وفاة السلطان خليل ولبس جواري الأشرف الحداد وطافت النواحات في شوارع القاهرة وأقيمت المآتم وساد مصر الحزن واحتشدت العامة في الشوارع والميادين للفرجة على عقوبة وإعدام المتآمرين.
دُفن السلطان خليل بالضريح الذي أنشأه قرب مشهد السيدة نفيسة جنوب القاهرة في الشارع الذي يحمل اسمه إلى اليوم.
أنجب الأشرف خليل ابنتين، ومات وهو في نحو الثلاثين من عمره بعد أن حكم البلاد نحو ثلاث سنوات، حافلة بالأمجاد العسكرية والانتصارات الساحقة. وقد كان ينوي تحرير بغداد من المغول وتعقب الصليبيين في جزيرة قبرص. كان الأشرف مولعًا بشراء المماليك حتى قيل أن عدة مماليكه في فترة حكمه القصيرة بلغت ستة آلاف مملوك. يقول المقريزي عن الأشرف أنه «كان مع ما فيه من شدة البادرة حسن النادرة، يطارح الأدباء بذهن رائق وذكاء مفرط».

## آثاره وعمائره
- قاعة الأشرفية بالقلعة - القاهرة.
- الإيوان الأشرفي - القاهرة.
- قبة الأشرف بجوار مشهد السيدة نفيسة - القاهرة.
- منطقة الأشرفية في بيروت.[108][109]

### نقود الاشرف خليل
ظهرت على نقود السلطان الأشرف ألقاب جديدة لم ينقشها المماليك على نقودهم من قبل، مثل «ناصر الملة المحمدية» و«محيي الدولة العباسية». نُقشت ألقاب وأسماء الأشرف على نقوده كالتالي: «السلطان الملك الأشرف صلاح الدين ناصر الملة المحمدية محيي الدولة العباسية»، «السلطان الملك الأشرف صلاح الدنيا والدين قسيم أمير المؤمنين»، «الملك الأشرف صلاح الدنيا والدين». وظهر لقب أبيه قلاوون على نقود الأشرف كالتالي: «مولانا السلطان الملك المنصور». ويُقصد بأمير المؤمنين الخليفة العباسي الذي كان يقيم بالقاهرة.

### مصطلحات مملوكية وردت بالمقال
- خشداشية: جمع خشداش. وهم مماليك ينتمون إلى نفس السلطان أو الأمير.
- الدهليز السلطاني: خيمة السلطان التي كان يقيم فيها وقت أسفاره وحروبه.
- نائب السلطنة: نائب السلطان وكان من ألقابه «كافل الممالك الشريفة الإسلامية الأمير الأمري» مما يوضح سمو منصبه.
- نائب: أمير ينصبه السلطان نائبا عنه في مدينة أو منطقة. كنائب الكرك أو نائب الشوبك. وهو ليس نائب السلطنة الذي كان يقيم بالقاهرة.
- علامة سلطانية: رسم توقيع السلطان وإشارته التي كان يضعها على مستنداته ورسائله.